# Reserva india Standing Rock
La Reserva India Standing Rock es una reserva de nativos americanos de las etnias Hunkpapa Lakota, Sihasapa Lakota y Yanktonai Dakota, localizada en Dakota del Norte y Dakota del Sur en los Estados Unidos. La sexta reserva más grande en área de  los Estados Unidos, Standing Rock abarca todo el Condado Sioux, Dakota del Norte, y todo de Condado Corson, Dakota del Sur, más porciones del norte de Dewey y el Condado de Ziebach en Dakota del Sur, a lo largo de las fronteras con el condado al norte de la Autopista 20 de Dakota del Sur.
La reserva tiene un área de 9251,2 kilómetros cuadrados (3571,9 millas cuadradas) y una población de 8250 según el censo de 2000. Las comunidades más grandes en la reserva son Fort Yates, Cannon Ball y McLaughlin. Otras comunidades dentro de la reserva incluyen: 
Wakpala, 
Poca Águila,
Bullhead,
Porcupine, 
Kenel,
McIntosh,
Morristown,
Selfridge,
Solen.

## Historia
Junto con las bandas Hunkpapa y Blackfeet, la tribu Sioux de Standing Rock es parte de la Gran Nación Sioux. La población estaba muy descentralizada. En 1868 las tierras de la Grand Nación Sioux estaba reducida en el Fort Laramie Tratado al lado del este del Río de Misuri y la línea estatal de Dakota del Sur en el oeste. Las Colinas Negros, consideradas por los Sioux como tierra sagrada, están localizadas en el centro de territorio otorgado a la tribu.
En vulneración directa del tratado, en 1874 el General George A. Custer y su 7.º de Caballería se introdujo en las Colinas Negras, descubriendo oro, empezando una fiebre del oro. El Gobierno de Estados Unidos quiso comprar o alquilar las Colinas Negras a la gente de Lakota, pero la Gran Nación Sioux, dirigida por su líder espiritual Toro Sentado, rechazó vender o alquilar sus tierras. La Gran Guerra Sioux de 1876, también conocida como la Guerra de las Colinas Negras, comprendieron una serie de batallas y negociaciones, entre 1876 y 1877, que enfrentaron a los Sioux Lakota y los Cheyenne del Norte contra el gobierno de los Estados Unidos. Entre las muchas batallas y escaramuzas de la guerra se halla la famosa Batalla de Little Bighorn, a menudo conocida como la Última Posición de Custer, la más comentada de los varios enfrentamientos entre el ejército de EE.UU. y los Nativos Americanos de Llanuras montados a caballo. Aquella fue una abrumadora victoria de los Nativos. Los EE.UU. con sus superiores recursos pronto fueron capaces de forzar a los indios para rendirse, principalmente atacando y destruyendo su campamentos y propiedades. El Acuerdo de 1877 (19 Stat. 254, promulgada el 28 de febrero de 1877) oficialmente anexionó tierra Sioux y reservas indias permanentemente establecidas. Bajo el Acuerdo de 1877 el gobierno de EE.UU. anexionó tierras indias a 160 parcelas de acre a particulares para dividir la nación y tomaron las Colinas Negras de la Nación Sioux.
En febrero de 1890, el gobierno de Estados Unidos rompió un tratado Lakota por ajustar la Gran Reserva Sioux, una área que anteriormente abarcó la mayoría del estado, dividiéndola en cinco reservas más pequeñas.  El gobierno acomodó granjeros blancos del este de los Estados Unidos; además, pretendió romper relaciones tribales" y "ajustar indios a las maneras del hombre blanco, pacíficamente si ellos quieren, o a la fuerza si ellos deben". En las reducidas reservas, el gobierno destinó unidades familiares encima 320-acre (1.3 km²) parcelas para casas individuales.
A pesar de que los Lakota eran históricamente personas nómadas que viven en tipis y sus llanuras la cultura india estuvo basada fuertemente a #búfalo y cultura caballar,  estuvieron esperados para cultivar y levantar ganado. Con el objetivo de asimilación, fueron forzados para enviar sus niños a escuelas; las escuelas enseñaban inglés y cristianismo, así como prácticas culturales americanas. Generalmente, prohibieron inclusión de cultura tradicional india y lengua.
El plan de agricultura falló para tener en cuenta la dificultad que Lakota los labradores tendrían en probar para cultivar cultivos en el semi-región árida de Dakota del Sur. Por el fin del 1890 que crece estación, un tiempo de calor intenso y bajo rainfall,  sea claro que la tierra era incapaz de producir cosechas agrícolas sustanciales y, con el bisonte habiendo sido virtualmente erradicado unos cuantos años más tempranos, el Lakota era en riesgo de inanición. Las personas giraron al ritual de Baile del Fantasma, el cual asustó los agentes de supervisar de la Agencia de Asuntos indios. Agente James McLaughlin pidió más tropas. Reclame que el dirigente espiritual que Sienta el toro era el dirigente real del movimiento. Un agente anterior, Valentine McGillycuddy, vio nada extraordinario en los bailes y ridiculizó el pánico que parecido para tener vencido las agencias, refrán: "El viniendo de las tropas ha asustado los indios. Si el Séptimo-Día Adventists preparar el ascension túnicas para la Segunda Mayoría del Salvador, el Ejército de Estados Unidos no es puesto en movimiento para impedirles. Por qué tener que no los indios tienen el mismo privilegio? Si las tropas quedan, el problema es seguro para venir."
Empero, los miles de tropas de Ejército de EE.UU. adicionales estuvieron desplegados a la reserva. Encima diciembre 15, 1890, Sentando el toro estuvo arrestado para fallar para parar sus personas de practicar el Baile de Fantasma. Durante el incidente, uno de Sentar los hombres del toro, Coger el Oso, despedido en Cabeza "de Toro del Lugarteniente", golpeando su lado correcto. Él instantáneamente wheeled y disparó Sentar Toro, pegándole en el lado izquierdo, y ambos hombres posteriormente murieron.
El Hunkpapa quién vivió en Sentar el campamento y los parientes del toro huyeron al del sur. Unieron la Banda de Pie Grande en Riachuelo de Cereza, Dakota del Sur entonces viajada al Pino Ridge Reserva para conocer con Jefe Nube Roja. La 7.ª Caballería les cogió en un sitio llamó Rodilla Herida encima diciembre 29, 1890. La 7.ª Caballería, whilst intentando para desarmar el Lakota personas, matados 300 personas que incluyen mujeres y niños en Rodilla Herida.

### Oleoducto
El campamento Oceti Sakowin ejerció una gran oposición al Oleoducto Dakota Access, consiguiendo una icónica victoria.

## Gobierno y Distritos

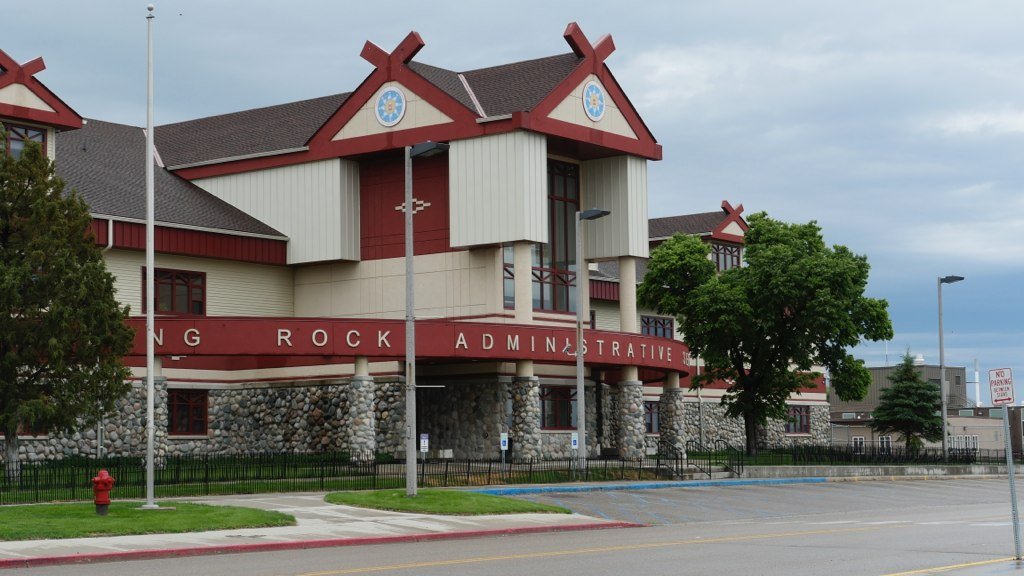
Edificio de Servicio Administrativo de Standing Rock, Fort Yates

Según su constitución, el cuerpo gobernante de Standing Rock es el Consejo Tribal de 17 miembros electos, que incluyen al Presidente Tribal, el Vice Presidente, Secretario y 14 representantes: seis elegidos globalmente y ocho electos en ciertos distritos regionales, en períodos de 4 años:
- Fort Yates (Long Soldier)
- Porcupine
- Kenel
- Wakpala
- Running Antelope (Little Eagle)
- Bear Soldier (McLaughlin)
- Rock Creek (Bullhead)
- Cannonball